# ZAKA

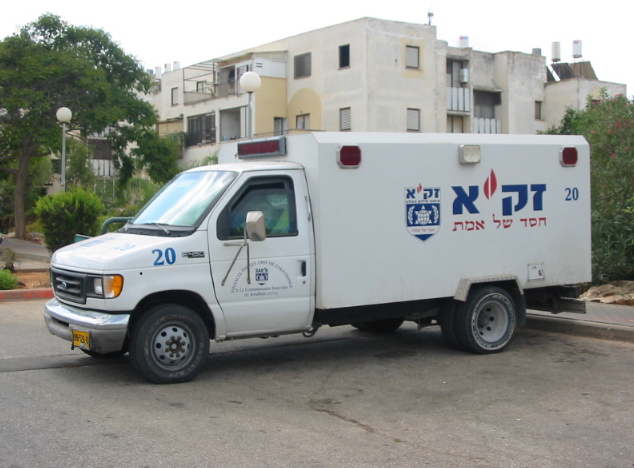
ZAKA - Bepansrad ambulans.

Zihuy Korbanot Ason eller på hebreiska זק"א - איתור חילוץ והצלה - חסד של אמת, men vanligen kallad ZAKA är en organisation som sysslar med att identifiera döda och i förekommande fall plocka ihop bitarna av liken, i Israel. Även om organisationen kan tyckas makaber så fyller den både en samhällsviktig och religiös funktion. Organisationen har funnits sedan 1990 då den grundades av Yehuda Meshi Zahav, Moshe Aizenbach och Zvika Rosental, de två sistnämnda rabbiner. 
ZAKA är frivilligorganisation med statsstöd. De flesta medlemmarna och frivilliga är ortodoxa judar. Eftersom de som får hjälpen ofta är döda, anser medlemmarna att det är extra hedersamt då dessa inte kan återgälda dem.

## Verksamhet
Verksamheten består i att ge första hjälpen till sårade, assistera ambulanspersonal, identifiera döda, samla ihop döda så att dessa kan begravas samt att samla ihop kroppsdelar som kan ha spridits vid en explosion. De har bepansrade ambulanser eftersom ambulanserna annars är lätta mål för palestinska terrorister.
Eftersom Halacha, den religiösa judiska lagen, påbjuder att döda skall begravas i sin helhet ser medlemmarna sitt kall som en religiös plikt. Organisationen samarbetar med många andra organisationer, även internationellt. 